# جمال داف
جمال داف (بالإنجليزية: Jamal Duff)‏ هو لاعب كرة قدم أمريكية وممثل أمريكي، ولد في 11 مارس 1972 بكولومبوس في الولايات المتحدة.

## أعمال

### أفلام
- (2003) ذا رانداون[1]
- (2007) خطة اللعب
- (2012) جانغو الحر[2]
- (2015) الرجل المثالي[3]

### مسلسلات
- الانتقام

## وصلات خارجية
- جمال داف على موقع IMDb (الإنجليزية)
- جمال داف على موقع ألو سيني (الفرنسية)
- جمال داف على موقع أول موفي (الإنجليزية)
- جمال داف على موقع قاعدة بيانات الأفلام السويدية (السويدية)
- جمال داف على موقع قاعدة بيانات الفيلم (الإنجليزية)
- جمال داف على موقع كينوبويسك (الروسية)